# Lambourn
Lambourn ist ein Dorf und eine Gemeinde in Berkshire in England. Lambourn liegt in den Berkshire Downs, am Oberlauf des River Lambourn. Die Kleinstadt Newbury liegt 21 km südöstlich, Swindon 18 km nordwestlich. 2011 betrug die Einwohnerzahl von Lambourn 4103.
Namentlich erstmals erwähnt wurde Lambourn zur Zeit Alfreds des Großen. Allerdings wurde das Gebiet von Lambourn bereits während der römischen Herrschaft intensiv landwirtschaftlich bewirtschaftet.
Lambourn mit seiner näheren Umgebung ist seit langem ein traditionelles Zentrum des Pferderennsports, eine Verbindung, die zurückreicht bis ins 18. Jahrhundert, als der Earl of Craven rund um das nahegelegene Ashdown House Rennen veranstaltete. Seitdem haben sich in Lambourn mehrere Ställe angesiedelt, da in der Umgebung ideale Trainingsbedingungen vorzufinden sind. Der Pferderennsport, mit über 1500 Pferden in den örtlichen Ställen, stellt heute auch die wirtschaftliche Grundlage für Lambourn dar. 
Die große Kirche St. Michael and All Angels im Zentrum der Stadt ist ein typisches Beispiel für Anglo-Normannische Architektur.
Lambourn findet Erwähnung in den Werken von Hilaire Belloc und G. K. Chesterton.